# Sorry I'm in Love
Sorry I'm In Love är en sång som är skriven av Andreas Carlsson, Tamara Champlin och Emilia Rydberg, och sjöngs in av Emilia Rydberg på skivalbumet Emilia år 2000. Samma år släpptes singeln i Sverige.

## Låtlista
1. Sorry I'm In Love (radioversion)
2. Sorry I'm In Love (instrumentalversion)

Maxisingel
1. Sorry I'm in Love (radioversion)
2. Sorry I'm in Love (JJ:s klubbmix)
3. Sorry I'm in Love (JJ:s radio)
4. Sorry I'm in Love (instrumental klubbversion)

## Listplaceringar
| Lista (2000-2001) | Placering |
| ----------------- | --------- |
| Sverige           | 17        |